# Большой Суруш
Большой Суру́ш — река в Исаклинском и Шенталинском районах Самарской области России. Устье реки находится на высоте 58 м над уровнем моря в 214 км по правому берегу Сока. Длина реки составляет 44 км, площадь водосборного бассейна — 527 км². Исток лежит около села Сенькино.

## Притоки
- 1 км: Малый Суруш (пр);
- 19 км: Хмелевка (пр);
- 21 км: Сухой Суруш (пр);
- 31 км: Сосновка (лв)[4].

В верхнем течении реки есть притоки Яндава, Ермолей, Вязовый.

## Данные водного реестра
По данным государственного водного реестра России относится к Нижневолжскому бассейновому округу, водохозяйственный участок реки — Сок от истока и до устья. Речной бассейн реки — Волга от верховий Куйбышевского вдхр. до впадения в Каспий.
Код объекта в государственном водном реестре — 11010000612112100005754.